# Студенческая корпорация
Студе́нческая корпора́ция — академическая организация, членство в которой длится, как правило, в течение всей жизни; она объединяет студентов и выпускников высших учебных заведений на основе соблюдения принципов братства, патриотизма, стремления к знаниям, уважения старшинства.
Балтийские корпорации и корпусы (нем. Corps произносят как кор, корпорации из немецкоговорящего культурного пространства) отделяют себя от политики и религии, являются организациями, в которых преданность традициям и консерватизм сочетаются с демократией и толерантностью. Наряду с ними в немецкоговорящем культурном пространстве есть менее толерантные корпорации (как правило, относящиеся к типу Burschenschaft), для которых национальное происхождение, политические и религиозные взгляды (к последним относят католические и лютеранские корпорации) имеют большое значение.
В Германии сейчас существует объединение по вопросам исследования истории студенческих корпусов (Corps). Председателем данного объединения является профессор Рюдигер Дёлер. К теме студенческих корпораций также проявляет интерес профессор института гуманитарных наук балтийского федерального университета им. И. Канта Валерий Иванович Гальцов[значимость факта?]. В 2015 году издательством «Новое литературное обозрение» была выпущена книга профессора российского государственного гуманитарного университета Светланы Игоревны Рыжаковой «Фуксы, коммильтоны, филистры… Очерки о студенческих корпорациях Латвии»[значимость факта?].

## История студенческих корпораций

### Античные прообразы
Древнейшим прообразом студенческих корпораций, а точнее, современных студенческих праздников (Коммерс или коммерш в корпорациях Германии и Балтии, а также Паб и кнайпе — пирушка в немецких студенческих корпорациях) можно считать симпосии — праздничные пиршества с весёлыми беседами, которые происходили в Александрии, Афинах и Византии во времена античности.

### Появление корпораций при европейских университетах
Одновременно с первыми европейскими университетами возникли и ранние студенческие объединения, с начала их основания студенты соединялись в союзы, или нации.
В XIII веке при болонском университете существовали nationes — нации или студенческие землячества (например, natio Theutonicorum, объединявшая германских студентов). В 1250 году там уже существовали две крупные корпорации (universitates) схоларов (Scholares): «цитрамонтаны» (итальянцы) и «ультрамонтаны» (иностранцы). Каждую из них разделяли на 3 большие национальные группы, а эти последние — на землячества (nationes), у цитрамонтанов их было 17, а у ультрамонтанов — 13. В сохранившихся болонских статутах 1317—1347 годов перечислены «нации» обеих корпораций; здесь встречаются представители почти всех областей Италии и народов Европы, не исключая и славянских.

#### «Нации»
В средние века совокупность профессоров и студентов при европейских университетах была разделена на «нации», которых было 4 в Париже и 17 в Болонье.
По своему функционалу они были схожи с гильдиями. Они также служили для защиты своих членов и выступали за их права. Это особенно очевидно в Болонье, где университет вначале называли universitas magistrorum et scholarium и где студенты, в частности, имели право выбора ректора и профессоров, а также контроля над ними.
В настоящее время в Швеции и Финляндии сохраняют традицию студенческих землячеств по типу средневековых «наций», то есть они продолжают принимать на себя обязательства и функции социальной защиты студентов.

#### «Колледжи»
Параллельно с появлением «наций» в Париже и университетах Англии возникли так называемые «колледжи».

#### «Землячества» и «корпусы»
Землячества в немецкоговорящем культурном пространстве были трансформированы в корпусы (фр. Corps произносят как кор), главными принципами которых являются толерантность по отношению к религиозной принадлежности, национальности и политическим взглядам. Позднее возникли и другие формы студенческих объединений и союзов: христианские, певческие. Корпорации, в том виде, в котором они существовали в Российской империи, возникли в Германии в конце XVIII — начале XIX веков, окончательно сформировавшись во второй его половине. Первой такой корпорацией и первым корпусом принято считать Guestphalia, основанную 8 сентября 1789 года в Галле, которая первой отказалась от принципа объединения по территориальному признаку. Первая в истории русская корпорация — студенческое землячество (нем. Landsmannschaft) Ruthenia была создана в Гёттингене, Германия, в 1808 году.

## Студенческие корпорации в России

### В Российской империи
На территории Российской империи первые студенческие корпорации появились при дерптском университете (современное название Дерпта — Тарту в Эстонии), основанном в 1632 году и восстановленном в 1802 году.
Первая корпорация в Москве, носившая незатейливое название Landsmannschaft возникла в 1829 году, но просуществовала недолго и особого следа в истории не оставила. В Санкт-Петербурге в 1837 году возникли сразу 2 корпорации: русская Ruthenia и немецкая Baltica, которые действовали до 1848 года, когда их закрыли по повелению свыше. Отношение к студенческим союзам и объединениям со стороны власти в России было очень настороженным, так университетский устав как 1835, так и 1861 года, прямо запрещал всяческие студенческие объединения. Тем не менее различные объединения продолжали возникать, например, в 1883 году была создана «Санкт-Петербургская студенческая корпорация», которая уже в 1884 году была ликвидирована полицией, так как её члены подпали под сильное влияние подпольной террористической организации «Народ и воля». В начале XX века отношение власти к студенческим корпорациям изменилось, возможно, под влиянием Юрьевского (так с 1896 года называли дерптский) университета, где корпорации действовали практически беспрерывно и 13 ноября 1902 года император Николай II разрешил студенческие корпорации. Только в Санкт-Петербурге было основано более 20 корпораций по образцу дерптских. В октябре 1908 студенты императорского санкт-петербургского университета, горного и политехнического институтов создали академический союз с девизом «Наука и Отечество».
Со времён Российской империи и до сего дня, студенческие организации имеют право именоваться корпорациями только после их признания со стороны других студенческих корпораций и властей (как университетских, так и официальных).

#### Ruthenia
Первой корпорацией русских студентов в Балтии была дерптская студенческая корпорация Ruthenia. Датой официального основания Ruthenia считают 20 апреля 1829 года, неофициально она существовала с 1823 года. Тем не менее первая студенческая корпорация в Дерпте — немецкая Curonia появилась уже в 1808 году, а в марте 1829 года корпораций при дерптском императорском университете было 5:

Цвета корпорации Estonia

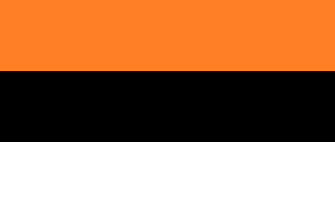
Цвета корпорации Ruthenia в 1841—1868

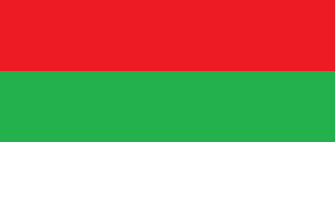
Цвета корпорации Livonia

- Curonia[латыш.] (основана 8 сентября 1808 года, объединяла выходцев из Курляндской губернии, цвета: зелёный, голубой, белый);
- Estonia[нем.] (основана 7 сентября 1821 года, объединяла выходцев из Эстляндской губернии, цвета: зелёный, фиолетовый, белый);
- Livonia[латыш.] (основана 20 сентября 1822 года, объединяла выходцев из Лифляндской губернии, цвета: красный, зелёный, белый);
- Fraternitas Rigensis (основана 21 января 1823 года, объединяла рижан, цвета: синий, красный, белый);
- Polonia[нем.] (основана 3 мая 1828 года, объединяла выходцев из Польши (сейчас называется Konwent Polonia), цвета: амарантовый, синий, белый).

Основателем Ruthenia был поэт Николай Михайлович Языков. Он обучался в дерптском университете с 1822 по 1827 год и уехал из Дерпта в 1829 году. Для читателей тех лет Языков стал певцом своевольного студенчества. Пушкин, плакавший от восторга над его стихами, говорил: «Человек с обыкновенными силами ничего не сделает подобного. Тут потребно буйство сил». Именно в Дерпте родились первые зрелые его стихи, покорившие современников и обессмертившие его имя. Это были студенческие застольные и любовные песни, наполненные бьющим через край задором, пронизанные негой и упоением, освященные идеями дружбы и свободы.
В день основания Ruthenia русские студенты подали заявление в объединение студенческих корпораций Дерпта — Конвент Шаржированых (нем. Chargierten Convent, собрание выборных) c просьбой о принятии их в состав этой организации (что одновременно означало признание корпорации и получение права открыто носить свои цвета), но во вступлении в этот раз им было отказано.
Ruthenia сначала выбрала своими цветами красный, синий и белый, но по требованию Fraternitas Rigensis и Polonia изменила их на оранжевый, синий и белый. Эти цвета Ruthenia использовала с 1841 года.
По своему национальному составу Ruthenia была в основном русской. Часть входивших в неё русских студентов происходила из Балтии, другая часть — из России, и значительную часть членов составляли российские немцы (примерно одну треть) вместе с представителями других национальных меньшинств Российской империи.
Корпорация была впервые закрыта в 1833 году (в результате гонений со стороны официальных властей на студенческие корпорации), затем восстановлена (а также признана) весной 1835 года и просуществовала до конца 1836 года.
В очередной раз Ruthenia восстановилась 24 ноября 1841 года, но конвентом шаржированных она опять не была признана. Такое положение дел сохранялось до 9 мая 1846 года, когда Ruthenia заключила с картельный договор (соглашение о дружбе и решении дел чести). После временного закрытия университетскими властями и замены его на (Repräsentanten Convent или Собрание представителей), Ruthenia была принята в ряды новой организации и участвовала в её деятельности до самого своего закрытия 17 апреля 1849 года.
20 августа 1850 года Ruthenia вновь восстановилась, а уже на следующий день была принята в состав возрожденного Ch!C!, где продержалась до 1 апреля 1857 года, когда была подвергнута бойкоту и официально распущена по причине несогласия с первым параграфом Всеобщего Коммана (Устава) студенческих корпораций Дерптского Университета, который подчеркивал немецкий дух студенческих организаций. С этого момента и до 1860 года, корпорация продолжила свою деятельность неофициально. В 1860 году Ruthenia подала заявление о восстановлении в составе Ch!C!, которое сначала было отклонено, однако, после длительных переговоров, 18 октября 1861 года было принято, но 2 сентября 1862 года, корпорация вновь попала под бойкот и была закрыта. 11 сентября 1868 года Ruthenia в последний раз подала заявление на вступление в Ch!C!, которое также было отклонено, после чего русские студенты Дерптского университета основывали другие объединения и землячества.

### В Российской Федерации

#### Fraternitas Ruthenica
Fraternitas Ruthenica — первая русская студенческая корпорация в России после 1917 года, основанная 4 марта 2015 года со своими флагом, гербом и уставом. Девиз корпорации: «Aestas non semper durabit: condite nidos» (лат. Лето не вечно: вейте гнёзда).
Согласно информации на сайте FR, целью корпорации является возрождение духа студенчества, формирование дружеских («братских») связей и заложение основ для будущего саморазвития («новые знакомства, связи, возможности и общение»). Как заявляют члены корпорации, корпорация является закрытым, но не тайным обществом, регулярно проводит набор новых корпорантов.

## Студенческие корпорации в Балтии

### В Латвии
В Риге появление студенческих корпораций связано с основанием Рижского Политехникума, который был создан как частная высшая техническая школа, на деньги Биржевого комитета и дворянства Балтийских губерний. С 1896 года он преобразовывается в государственный Рижский Политехнический институт. Первыми корпорациями, основанными в Риге, стали немецкие Fraternitas Baltica и Concordia Rigensis, а позднее и Rubonia. В первые десятилетия существования Политехникума членами корпораций были почти все его студенты. Первой русской или, вернее, русскоязычной, корпорацией в Риге стала Borysthenia, основанная в 1876 году, но просуществовала она только до 1880 года. Позже были основаны польская Arconia, русская Fraternitas Arctica, польская Veletia, латышские Selonia и Talavia, эстонская Vironia.
Корпорации в Латвии не являются религиозными организациями. В каждой корпорации состоят люди, исповедующие разные религии. Вопросы религии внутри корпораций не обсуждаются. Корпорации не являются тайными обществами и не связаны ни с какими тайными обществами. Корпорантам запрещено вступать в масонские, и им подобные, организации. Корпорации в Латвии — это организации патриотов Латвии, но члены корпораций могут принадлежать к разным политическим партиям.
Студенческие корпорации особенно пострадали от авторитарных режимов. Так в нацистской Германии они попали под запрет в 1935 году. Также, советская власть закрывала корпорации в странах Балтии. Например в Латвии, решением министра по общественным делам, все пожизненные академические организации закрытого типа были распущены 13 июля 1940 года. Их движимое и недвижимое имущество подверглось конфискации, а члены ― репрессиям. Во время немецкой оккупации, студенческие корпорации Латвии и Эстонии также не были восстановлены и их деятельность продолжалась в подполье.
Корпорации вначале привлекали многих своей формой, но люди оставались в них благодаря содержанию, так как блестящий антураж, сопровождающий корпорационную жизнь — дань эпохе рыцарства и романтизма, а внутреннее содержание корпорации — дружба, духовное братство, взаимопомощь и взаимовыручка — это то, что ценится в любую эпоху и в любой стране. При этом латышские студенческие корпорации Латвии в 1930-е годы отметились крайним национализмом и антисемитизмом[стиль], они были активными участниками нацистского и фашистского движения, а в годы немецкой оккупации запятнали себя коллаборационизмом и участием в массовых убийствах.

#### Fraternitas Arctica
21 октября 1880 года в Риге 15 членов недавно закрытой студенческой корпорации Borysthenia и присоединившиеся к ним 11 студентов Рижского Политехникума решили создать новую корпорацию, которую назвали Fraternitas Arctica (в переводе с латинского, Арктическое братство). 6 ноября того же года корпорация была принята в Рижский Конвент Шаржированных (C!C!, объединение студенческих корпораций Риги), но известие об этом было получено только на следующий день, 7 ноября 1880 года, после чего эта дата отмечается как день основания корпорации.
Корпорация прерывала свою деятельность дважды, во время Первой и Второй мировых войн. Во время Первой мировой корпорация некоторое время действовала в Москве и Петрограде, но уже в 1922 году возобновила деятельность в Риге.
Студенческие корпорации были запрещены как в нацистской Германии, так и в Советском Союзе, поэтому в 1940 году корпорации в Латвии официально прекратили своё существование.
После Второй мировой войны корпорация действовала за рубежом, в основном в США, но и в СССР члены Fraternitas Arctica нелегально продолжали регулярные встречи, принимали новых членов и даже издали песенник корпорации. 19 мая 1990 года группа довоенных членов Fraternitas Arctica возобновила легальную деятельность корпорации в Риге.
Членом Fraternitas Arctica может стать любой гражданин Латвии (хотя в порядке исключения также принимаются и граждане других стран), получающий (либо уже получивший) высшее академическое образование, знающий русский язык и уважающий русскую культуру. Вступая в корпорацию, новичок — фукс, должен пройти испытательный срок в течение 2—4 семестров. Как быстро он закончится, зависит от самого фукса, от его активности, желания учиться, от его старательности и пунктуальности. После прохождения испытания достойные фуксы становятся полноправными членами корпорации — коммильтонами. Именно они руководят корпорацией и занимаются всеми её делами. Филистры — это не участвующие в активной жизни корпорации бурши, которые закончили своё образование. Филистры всячески помогают корпорации, в том числе финансово.

### В Эстонии
Эстония является колыбелью корпорационного движения в Балтии. Хронологически историю студенческих корпораций Эстонии можно разделить на 3 периода: Российской империи (1808—1918), межвоенный (1918—1940), после 1990 года. Помимо этого, эстонские студенты старались основывать новые корпорации за границей после Второй Мировой войны, а также у себя на родине на излете советской эпохи:
1808—1918 гг.
| Название                          | Национальная принадлежность | Дата и место основания                 | Статус                                                                            | Цвета                                  | Оф. сайт |
| --------------------------------- | --------------------------- | -------------------------------------- | --------------------------------------------------------------------------------- | -------------------------------------- | -------- |
| Curonia                           | немецкая                    | 8 сентября 1808 года в Тарту           | Закрыта в 1939 году в Риге (Латвия)                                               | зелёный, голубой, белый                |          |
| Estonia                           | немецкая                    | 7 сентября 1821 года в Тарту           | Закрыта в 1939 году в Тарту                                                       | зелёный, фиолетовый, белый             |          |
| Livonia                           | немецкая                    | 20 сентября 1822 года в Тарту          | Закрыта в 1939 году в Тарту                                                       | красный, зелёный, белый                |          |
| Fraternitas Rigensis              | немецкая                    | 21 января 1823 года в Тарту            | Закрыта в 1939 году в Риге (Латвия)                                               | синий, красный, белый                  |          |
| Konwent Polonia                   | польская                    | 3 мая 1828 года в Тарту                | Активна. Сейчас находится в Сопоте (Польша)                                       | амарантовый, синий, белый              |          |
| Ruthenia                          | русская                     | 20 апреля 1829 года в Тарту            | Закрыта в 1868 году в Тарту                                                       | оранжевый, чёрный, белый               |          |
| Baltica                           | немецкая                    | 15 марта 1850 года в Тарту             | Закрыта 25 марта 1856 года в Тарту                                                | чёрный, зелёный, серебряный            |          |
| Arminia Dorpatensis               | немецкая (сейчас эстонская) | 24 октября 1850 года в Тарту           | Активна                                                                           | чёрный, белый, золотой                 |          |
| Fraternitas Dorpatensis           | немецкая                    | 5 апреля 1854 года в Тарту             | Закрыта 6 октября 1933 года в Тарту                                               | зелёный, белый, золотой                |          |
| Fraternitas Academica Dorpatensis | латышская                   | 4 ноября 1857 года в Тарту             | Закрыта 28 февраля 1861 года в Тарту                                              | зелёный. вишнёвый, золотой             |          |
| Lettonia                          | латышская                   | 18 февраля 1870 года в Тарту           | Активна. Сейчас находится в Риге (Латвия)                                         | зелёный, синий, золотой                |          |
| Baltonia                          | немецкая                    | 24 марта 1872 года в Тарту             | Закрыта в 1939 году в Тарту                                                       | чёрный, голубой, красный               |          |
| Neobaltia                         | немецкая                    | 28 мая 1879 года в Тарту               | Закрыта в 1939 году в Тарту                                                       | голубой, белый, оранжевый              |          |
| Fraternitas Academica             | немецкая                    | 27 мая 1881 года в Тарту               | Закрыта в 1939 году в Тарту                                                       | фиолетовый, голубой, белый             |          |
| Limuwia                           | еврейская                   | 21 октября 1883 года в Тарту           | Закрыта в 1940 /1941 учебном году в Тарту                                         | синий, белый, золотой                  |          |
| Lutycya                           | польская                    | 14 октября 1884 года в Тарту           | Закрыта 12 сентября 1916 года в Тарту                                             | синий, красный, тёмно-серебряный       |          |
| Tarbatonia                        | немецкая                    | 16 ноября 1884 года в Тарту            | Закрыта 8 мая 1887 года в Тарту                                                   | зелёный, оранжевый, белый              |          |
| Lechicija                         | польская                    | 1897 год, Тарту                        | Закрыта в 2006 году в Варшаве (Польша)                                            | голубой, золотой, чёрный               |          |
| Lettgallia                        | латышская                   | 8 февраля 1899 года в Тарту            | Активна. Сейчас находится в Риге                                                  | зелёный, чёрный, белый                 |          |
| Vironia                           | эстонская                   | 26 ноября 1900 года в Риге             | Активна. Сейчас находится в Тарту, Таллине и Торонто (Канада)                     | фиолетовый, чёрный, белый              |          |
| Venedya                           | польская                    | 4 февраля 1907 года в Тарту            | Закрыта в 1939 году во Львове (на тот момент, территория Польши)                  | голубой, желтовато-красный, серебряный |          |
| Fraternitas Estica                | эстонская                   | 9 мая 1907 года в Тарту                | Активна. Сейчас находится в Тарту и Таллине                                       | голубой, зелёный, белый                |          |
| Teutonia                          | немецкая                    | 17 февраля 1908 года в Тарту           | Закрыта в 1933/1934 учебном году в Тюбингене (Германия)                           | зелёный, розовый, белый                |          |
| Fraternitas Vigoria               | немецкая                    | 28 ноября 1908 года в Тарту            | Закрыта в 1916 году в Тарту                                                       | зелёный, серебряный, красный           |          |
| Sakala                            | эстонская                   | 14 ноября 1909 года в Тарту            | Активна. Сейчас находится в Тарту и Таллине                                       | голубой, фиолетовый, белый             |          |
| Armenia                           | армянская                   | 30 апреля 1912 года в Тарту            | Закрыта 2 февраля 1916 года в Тарту                                               | белый, зелёный, красный                |          |
| Slavia                            | русская                     | 12 марта 1913 года в Тарту             | Закрыта в 1915 году в Тарту                                                       | белый, чёрный, золотой                 |          |
| Ugala                             | эстонская                   | 10 ноября 1913 года в Тарту            | Активна.                                                                          | чёрный, голубой, белый                 |          |
| Rotalia                           | эстонская                   | 10 ноября 1913 года в Санкт-Петербурге | Активна. Сейчас находится в Тарту, Таллине, Брюсселе (Бельгия) и Торонто (Канада) | голубой, чёрный, светло-зеленый        |          |
| Latvia                            | латышская                   | 17 февраля 1917 года в Тарту           | Активна. Сейчас находится в Риге (Латвия)                                         | красный, синий, золотой                |          |
| Imanta                            | латышская                   | 8 ноября 1917 года в Тарту             | Закрыта в 1921 году в Риге (Латвия)                                               | красный, белый, золотой                |          |
| Ventonia                          | латышская                   | 21 ноября 1917 года в Тарту            | Активна. Сейчас находится в Елгаве (Латвия)                                       | голубой, белый, зелёный                |          |
| Fraternitas Liviensis             | эстонская                   | 28 января 1918 года в Тарту            | Активна. Сейчас находится в Тарту и Таллине                                       | фиолетовый, зелёный, белый             |          |

1920—1930 гг.
| Название               | Национальная принадлежность | Дата и место основания          | Статус                                           | Цвета                                    | Оф. сайт | Примечания |
| ---------------------- | --------------------------- | ------------------------------- | ------------------------------------------------ | ---------------------------------------- | -------- | --- |
| Leola                  | эстонская                   | 16 октября 1920 года в Таллине  | Активна                                          | фиолетовый, жёлтый, белый                |          | |
| Filiae Patriae         | эстонская, ж.               | 27 октября 1920 года в Тарту    | Активна                                          | белый, красный, зелёный                  |          | |
| Revelia                | эстонская                   | 3 декабря 1920 года в Тарту     | Активна. Сейчас находится в Тарту и Таллине      | зелёный, чёрный, белый                   |          | |
| Tehnola                | эстонская                   | 23 октября 1921 года в Таллине  | Активна                                          | чёрный, желтовато-зеленый, белый         |          | |
| Kaljola                | эстонская                   | 8 марта 1922 года в Таллине     | закрыта там же в 1935 году                       | оливковый, голубой, белый                |          | |
| Fraternitas Slavia     | русская                     | 1 декабря 1922 года в Тарту     | закрыта там же в 1940 году                       | красный, белый, золотой                  |          | Имела отделения в Таллине (1926—1938), Праге (Чехословакия, 1927—1938) и Дрездене (Германия, 1927—1935)                        |
| Ugandala               | эстонская                   | 13 декабря 1922 года в Таллине  | закрыта там же 5 мая 1937 года                   | индиго, фиолетовый, белый                |          | |
| Valjala                | эстонская                   | 13 декабря 1922 в Таллине       | предположительно закрыта в том же году           | неизвестны                               |          | |
| Hasmonea               | еврейская                   | 12 января 1923 года в Тарту     | закрыта там же в 1940 году                       | голубой, золотой, белый                  |          | |
| Fraternitas Aeterna    | русская                     | 9 ноября 1923 года в Тарту      | закрыта там же в 1940 году                       | чёрный, белый, оранжевый                 |          | Имела отделение в Таллине (1936—1938)                                                                                          |
| Boeteia                | русская                     | 1 февраля 1924 года в Таллине   | закрыта там же в 1940 году                       | синий, красный, золотой                  |          | Имела отделение в Тарту (1926—1931)                                                                                            |
| Indla                  | эстонская, ж.               | 7 марта 1924 года в Тарту       | Активна                                          | вишневый, белый, зелёный                 |          | |
| Kungla                 | эстонская                   | 11 апреля 1924 года в Тарту     | закрыта там же 11 февраля 1927 года              | чёрный, фиолетовый, белый                |          | |
| Rajala                 | эстонская                   | 2 мая 1924 года в Тарту         | закрыта там же 9 марта 1934 года                 | чёрный, фиолетовый, голубой              |          | |
| Lembela                | эстонская, ж.               | 24 октября 1924 года в Тарту    | Активна. Сейчас находится в Таллине              | светло-бежевый, зелёный, фиолетовый      |          | |
| Fraternitas Ergonia    | русская                     | 27 октября 1924 года в Таллине  | закрыта там же в 1940 году                       | оранжевый, синий, белый                  |          | |
| Amicitia               | эстонская, ж.               | 21 ноября 1924 года в Тарту     | Активна                                          | сиренево-лиловый, темно-зеленый, золотой |          | |
| Wäinla                 | эстонская                   | 6 декабря 1924 года в Гданьске  | закрыта там же в 1939 году                       | чёрный, белый, сталистый-синий           |          | Имела отделения в Брно (Чехословакия, 1931—1938), Вене (Австрия, 1932—1938), Варшаве (Польша, 1933—1939) и Таллине (1936—1940) |
| Harjola                | эстонская                   | 8 мая 1925 года в Тарту         | закрыта там же 3 декабря 1937 года               | фиолетовый, чёрный, белесо-зеленый       |          | |
| Mētraine               | латышская                   | 24 октября 1926 года в Тарту    | закрыта там же 14 февраля 1936 года              | красный, белый, зелёный                  |          | |
| Fraternitas Leholensis | эстонская                   | 11 февраля 1927 года в Тарту    | закрыта там же 16 марта 1928 года                | фиолетовый, чёрный, белесо-зеленый       |          | |
| Vigilia                | эстонская                   | 25 февраля 1927 года в Тарту    | закрыта там же 19 октября 1928 года              | чёрный, фиолетовый, белый                |          | |
| Carteria               | русская                     | 20 сентября 1927 года в Таллине | закрыта там же 15 августа 1935 года              | чёрный, серебряный, красный              |          | |
| Sororitas Oriens       | русская, ж.                 | 18 мая 1928 года в Тарту        | закрыта там же 25 марта 1938 года                | карминно-розовый, серебряный, голубой    |          | |
| Vicinia                | эстонская                   | 14 октября 1928 года в Тарту    | закрыта там же 1 июля 1931 года                  | чёрный, фиолетовый, белый                |          | |
| Fidentia               | эстонская, ж.               | 20 октября 1928 года в Таллине  | Малоактивна. Сейчас находится в Торонто (Канада) | синий, белый, коричневый                 |          | |
| Fraternitas Tartuensis | эстонская                   | 27 марта 1929 года в Тарту      | Активна. Сейчас находится в Тарту и Таллине      | зелёный, белый, фиолетовый               |          | |
| Fraternitas Ruthenia   | русская                     | 17 мая 1929 года в Тарту        | закрыта там же 10 февраля 1933 года              | красный, чёрный, золотой                 |          | |
| Fraternitas Justitiae  | эстонская                   | 11 марта 1930 года в Таллине    | закрыта там же 14 мая 1935 года                  | чёрный, белый, красновато-фиолетовый     |          | |

1948―1987 гг.
| Название             | Национальная принадлежность | Дата и место основания                                                          | Статус    | Цвета                 | Оф. сайт |
| -------------------- | --------------------------- | ------------------------------------------------------------------------------- | --------- | --------------------- | -------- |
| Fraternitas Ucuensis | эстонская                   | 3 октября 1948 года в Пиннеберге (Западная Германия, британская зона оккупации) | Неактивна | черный, белый, синий  |          |
| AVE                  | эстонская                   | октябрь 1987 года в Таллине                                                     | Неактивна | жёлтый, чёрный, белый |          |

С 1990 года
| Название           | Национальная принадлежность | Дата и место основания         | Статус                                      | Цвета                      | Оф. сайт |
| ------------------ | --------------------------- | ------------------------------ | ------------------------------------------- | -------------------------- | -------- |
| Syringa            | эстонская, ж.               | 7 апреля 1990 года в Таллине   | Неактивна                                   | фиолетовый, красный, белый |          |
| Sororitas Estoniae | эстонская, ж.               | 16 февраля 2011 года в Таллине | Активна. Сейчас находится в Таллине и Тарту | белый, розовый, чёрный     |          |

## Некоторые известные русские корпоранты
Curonia VII Goettingensis
- Александр Аркадьевич Суворов (внук известного полководца Александра Васильевича Суворова), российский дипломат, военный деятель, генерал от инфантерии

Ruthenia (Дерпт)
- Николай Михайлович Языков, русский поэт

Fraternitas Arctica (Рига)
- Михаил Михайлович Пришвин, русский писатель
- граф Мстислав Николаевич Толстой, санкт-петербургский вице-губернатор (1913—1915)
- Николай Максимович Озмидов, инженер, профессор электротехники Рижского Политехнического Института
- Сергей Иванович Гриневич, политик, член Государственной Думы IV-го созыва
- Николай Петрович Богданов-Бельский, художник, действительный член Академии художеств России
- Александр Леонтьевич Красносельский, русский и советский архитектор